# Mary Bonaventure
Mother Mary Bonaventure Browne (després de 1610 – després de 1670) fou una monja clarissa, abadessa i historiadora irlandesa. Entre 1647 i 1650 va publicar un recull de les seves experiències com a abadessa del convent franciscà de Galway. La seva figura va ser inclosa en l'obra The Dinner Party de Judy Chicago, representada com un dels 999 noms a l'Heritage Floor.